# Heterochromofilia
Heterochromofilia – parafilia (rodzaj fetyszyzmu seksualnego) polegająca na osiąganiu podniecenia jedynie w wypadku kontaktu seksualnego z partnerem o odmiennym kolorze skóry.